# Sternhagen (Nordwestuckermark)
Sternhagen ist ein zum Ortsteil Röpersdorf/Sternhagen gehörender bewohnter Gemeindeteil der Gemeinde Nordwestuckermark im Landkreis Uckermark im Nordosten des Landes Brandenburg. Der Ort war bis zum 1. Dezember 1997 eine eigenständige Gemeinde.

## Lage
Sternhagen liegt neun Kilometer Luftlinie südwestlich von Prenzlau in der Uckermark am Sternhagener See in vergangenen Zeiten am Ochsenpfuhl, Radessee und drei Seen die als rotes Meer bezeichnet wurden. Heute sind es der Kleine See, der Schulzensee und das große rote Meer. Umliegende Ortschaften sind Dollshof im Norden, Zollchow im Nordosten, der zur Gemeinde Oberuckersee gehörende Ort Strehlow im Südwesten, Sternhagen Gut im Süden, Lindenhagen im Westen sowie Groß Sperrenwalde und Schmachtenhagen im Nordwesten.
Sternhagen liegt an der Kreisstraße 7321. Die Bundesstraße 109 (Templin–Prenzlau) ist etwa drei Kilometer entfernt.

## Geschichte
Um 1248 wird für das Dorf die Schreibweise Styrenhagen und ab 1284 Styrnhagen benutzt. Der Name weist hier auf Styren = Stiere und hagen = Hain oder Wald (Umzingelung des Waldes zum Jagen) hin. Es findet sich in den Aufzeichnungen für die Region 1375 auch ein Ossenpul (Ochsenpfuhl). Die Siedlungsform wird unterschiedlich gesehen, laut Lieselott Enders wurde Sternhagen als Angerdorf und laut Anneliese Krenzlin als Platzdorf angelegt. Der Ort Sternhagen wurde erstmals im Jahr 1372 mit der Schreibweise Styrnhagen urkundlich erwähnt. Über den Ortsnamen gibt es mehrere Deutungsmöglichkeiten. Vermutlich wurde der Name gewählt, um mögliche Siedler anzulocken. Der Namenszusatz „-hagen“ deutet hier auf eine Rodungssiedlung hin. Rittergut und Dorf gehörten 1375 anteilig dem Kloster Seehausen. 1410 war das Dorf Eigentum des Gericke von Holtzendorf und 1416 kaufte das Jungfrauenkloster und der Magistrat in Prenzlau Sternhagen. Das Kloster erhielt das Dorf mit Pacht, Gutshof, Dienste und Gericht. Der Magistrat behielt den See am Burgwall und das Recht zum Kalkbruch in der gesamten Feldmark. Das Jungfrauenkloster verkauft, nach der Kirchenreformation, das Dorf an Graf von Hohenstein Schwedt. Durch Streitigkeiten mit dem Magistrat trat der Graf den Besitz 1650 an die Familie von Arnim ab. Sternhagen lag früher an einem Handelsweg zwischen Prenzlau und Templin und war Standort eines Zollhauses. Im 18. Jahrhundert erfolgte die Anlage eines Rittergutes, das sich wie auch die umliegenden Orte im Besitz der ortsansässigen Adelsfamilie zu Arnim befand. 1834 verkaufte die Familie ihren Besitz an den Gutsbesitzer Collin.
Am 30. September 1928 wurde der aufgelöste Gutsbezirk Schmachtenhagen in die Gemeinde Sternhagen eingegliedert. Bis 1952 gehörte Sternhagen zum Landkreis Prenzlau in der preußischen Provinz Brandenburg. Nach der DDR-Kreisreform gehörte die Gemeinde schließlich zum verkleinerten Kreis Prenzlau im Bezirk Neubrandenburg. Am 1. Juli 1961 wurde Lindenhagen nach Sternhagen eingemeindet. Seit der Wende und der brandenburgischen Kreisreform 1993 liegt Sternhagen im Landkreis Uckermark. Am 1. Dezember 1997 schloss sich Sternhagen mit der Gemeinde Röpersdorf zur Gemeinde Röpersdorf/Sternhagen zusammen. Diese fusionierte am 1. November 2001 mit neun weiteren Gemeinden zu der heutigen Großgemeinde Nordwestuckermark.
2005 entstand das touristische Projekt Wallpfad. 70 Kilometer Wander- oder Radweg führt an historischen Denkmälern und Stätten der Uckermark vorbei und erschließt auch Sternhagen für die Besucher.

## Sehenswürdigkeiten
- Die evangelische Dorfkirche Sternhagen ist ein Feldsteinbau aus dem 13. Jahrhundert. Der verbretterte Dachturm wurde 1707 ergänzt. Zwischen 1997 und 2001 erfolgte eine umfassende Sanierung des Gebäudes. Die Kirche verfügt über ein gestuftes Spitzbogenportal und hohe Schiffsfenster. Ausgestattet ist die Dorfkirche Sternhagen mit einem hölzernen Kanzelaltar aus dem Jahr 1729, einer Westempore sowie einem hölzernen Taufengel aus dem Jahr 1714/15. Die Orgel, die sich zuvor in der Kirche in Gramzow befand, wurde 1736 von Joachim Wagner gefertigt.[8]
- Bismarckdenkmal

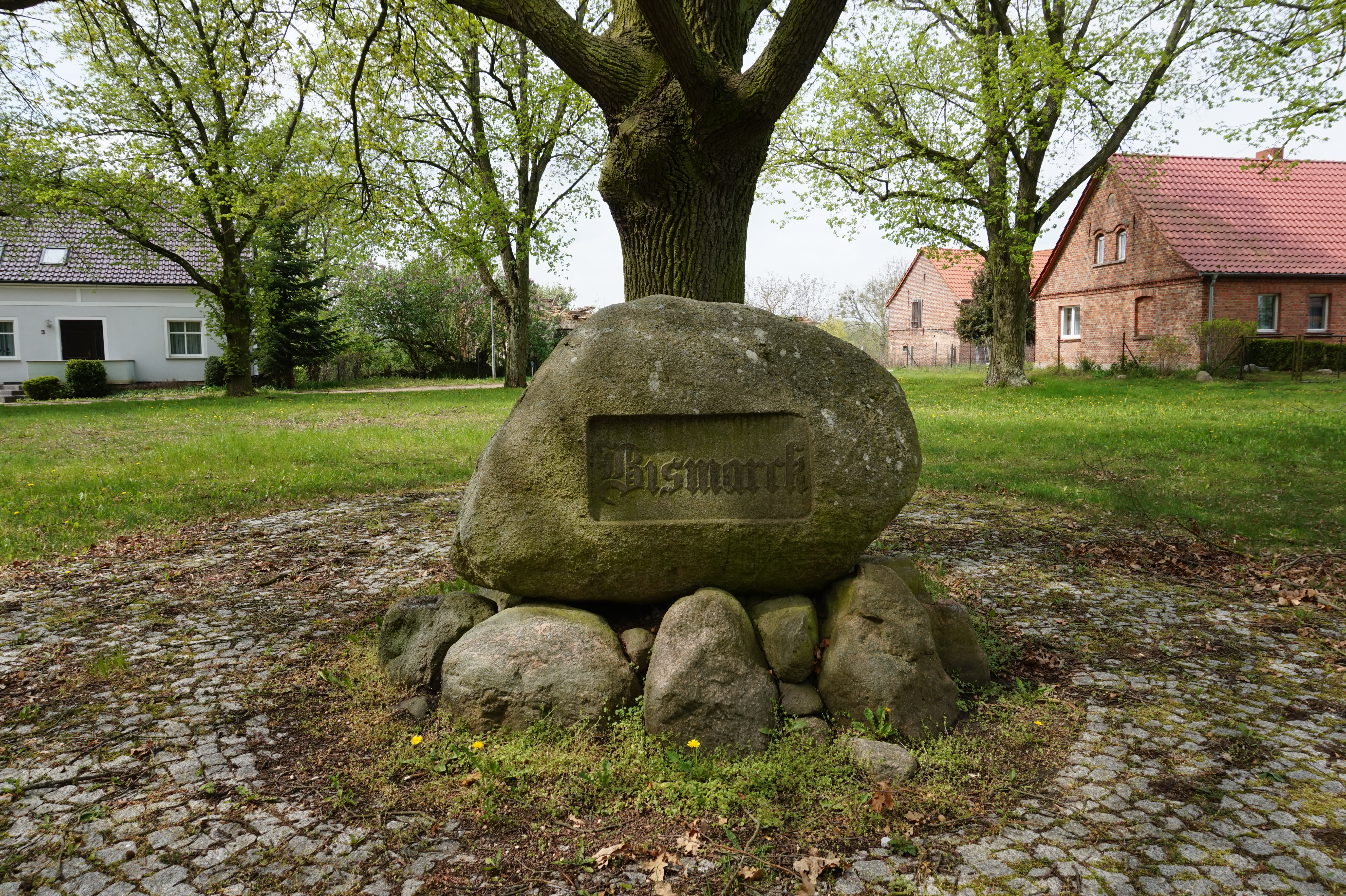
Bismarckdenkmal in Sternhagen bei Prenzlau
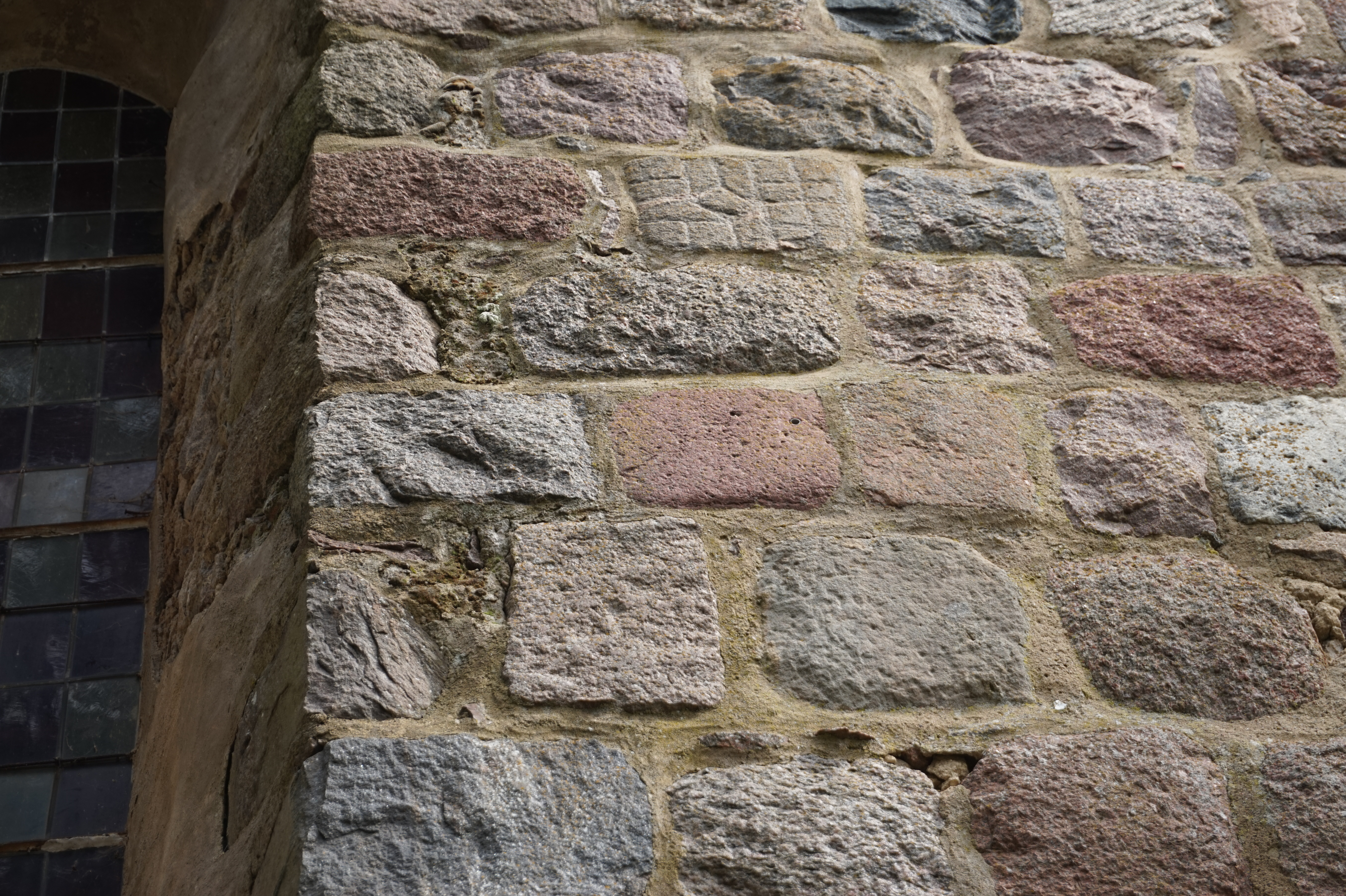
Handwerkerzeichen an der Sternhagener Kirche
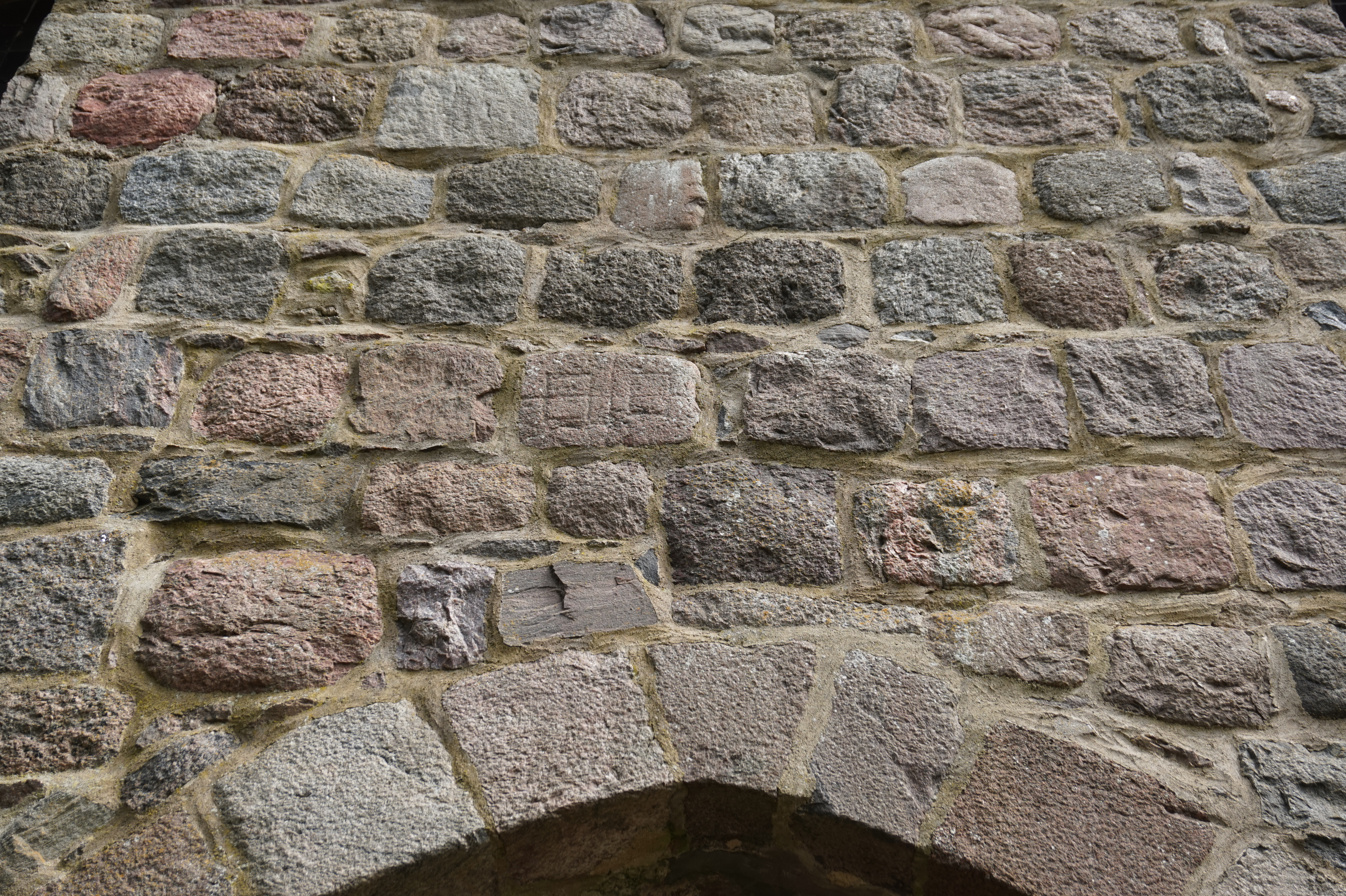
Ein zweites Handwerkerzeichen über dem Portal der Kirche
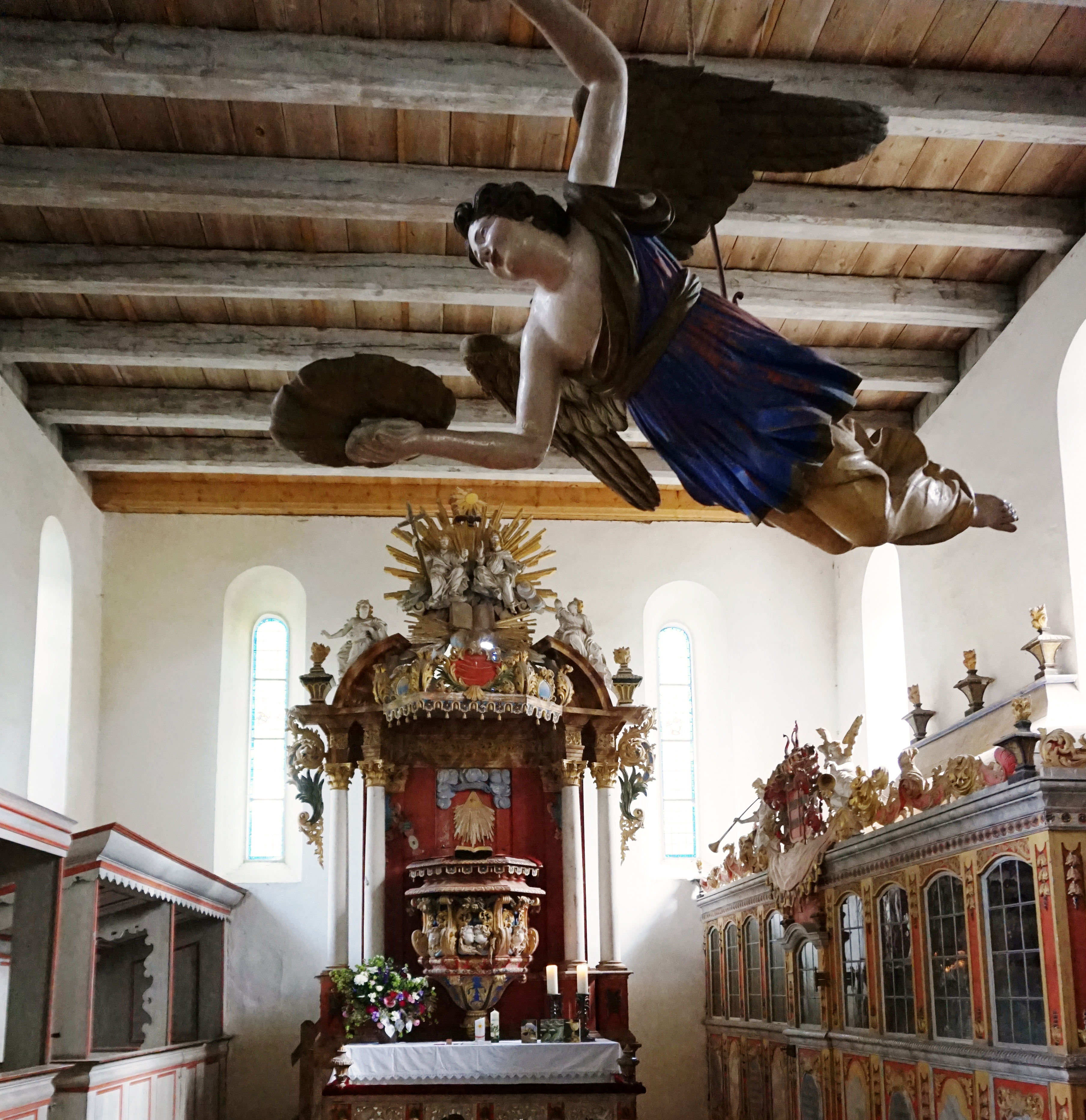
Innenraum der Kirche Sternhagen mit Kanzel, Taufengel und Logen der Familie von Arnim
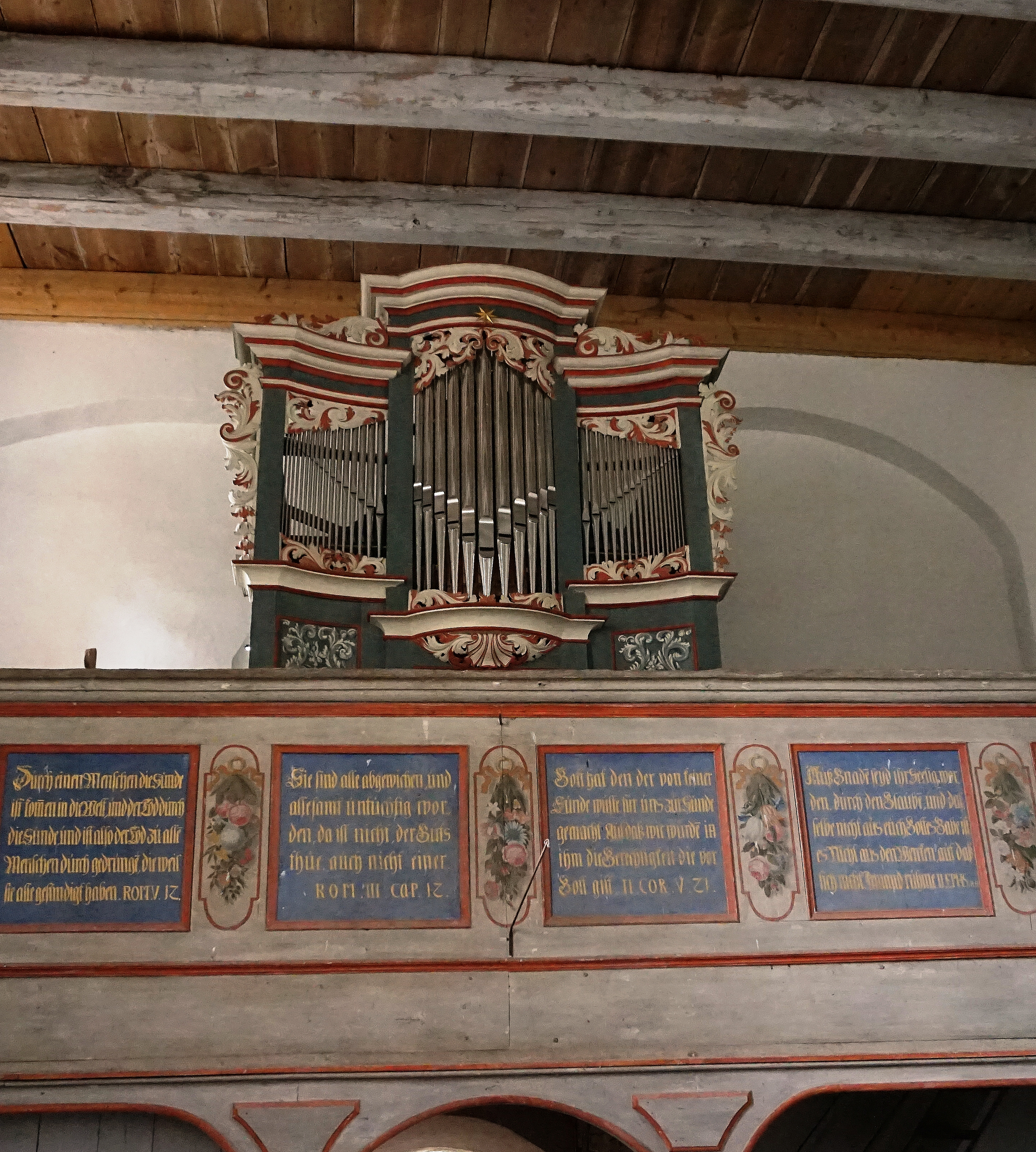
Orgel mit Empore der Kirche Sternhagen (Nordwestuckermark)
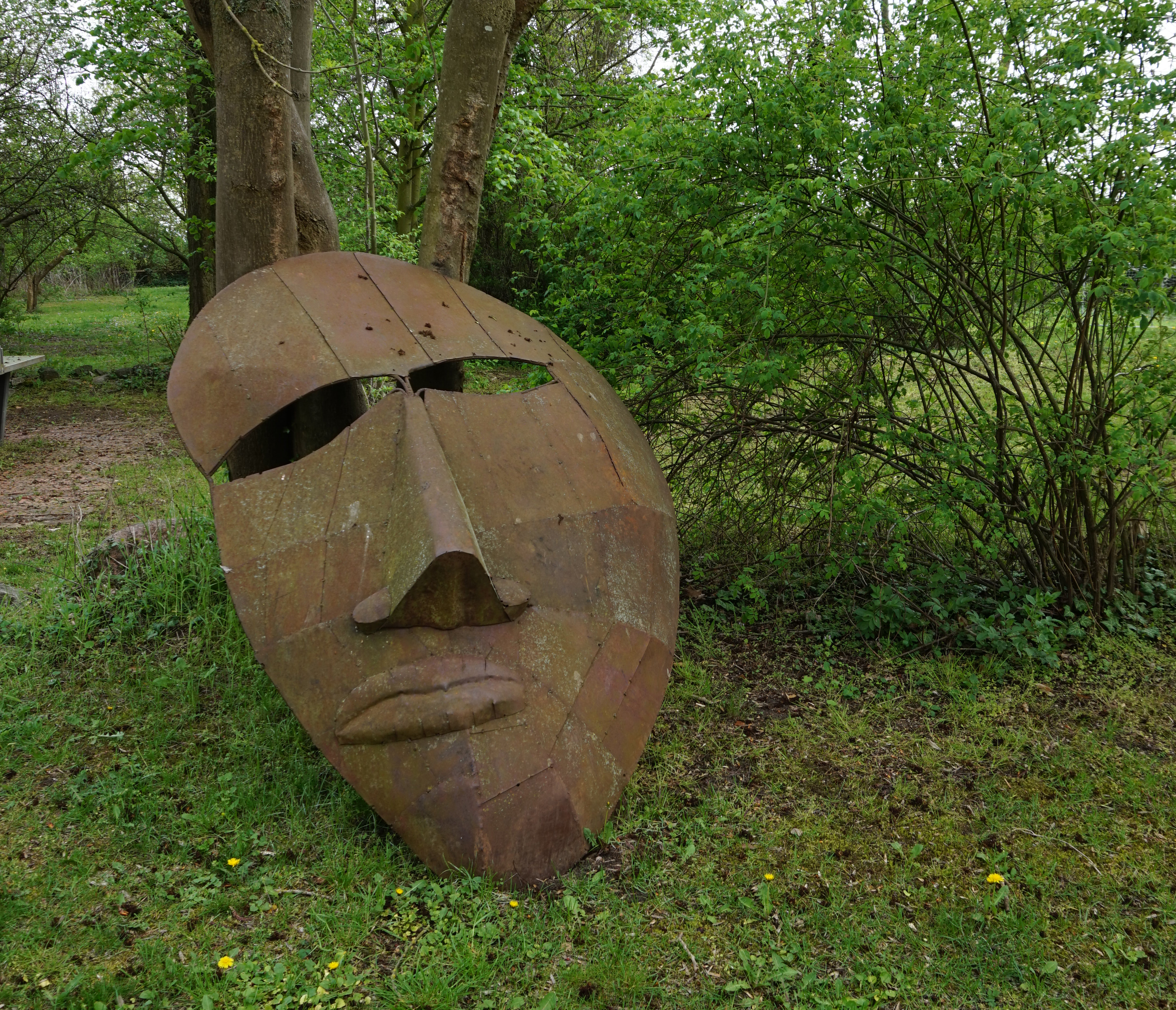
Kunst auf dem Gelände des evangelischen Ferienheims Sternhagen (Nordwestuckermark)
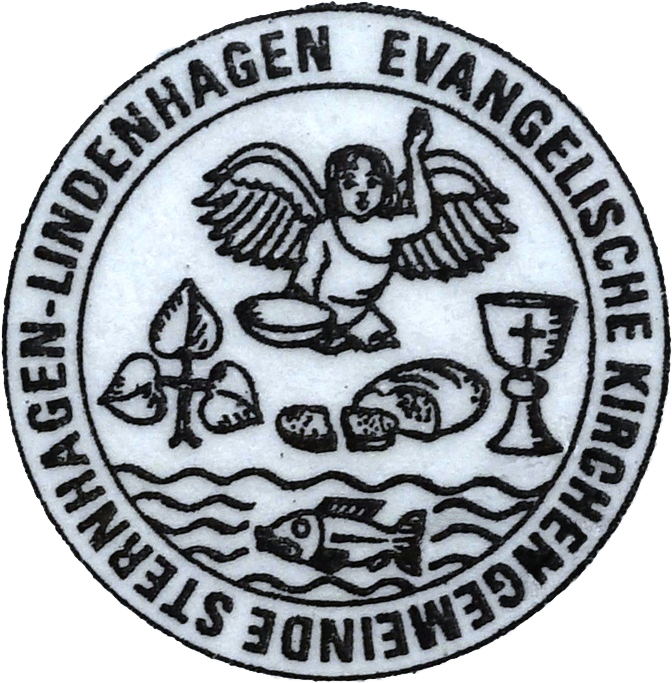
Siegel der Kirchengemeinde Sternhagen Nordwestuckermark
Logo Wallpfad der Uckermark

## Einwohnerentwicklung
| Jahr | Einwohner |
| ---- | --------- |
| 1284 | 304       |
| 1774 | 212       |
| 1803 | 252       |

| Jahr | Einwohner |
| ---- | --------- |
| 1816 | 218       |
| 1840 | 288       |
| 1861 | 310       |

| Jahr | Einwohner |
| ---- | --------- |
| 1875 | 412       |
| 1890 | 345       |
| 1925 | 357       |

| Jahr | Einwohner |
| ---- | --------- |
| 1933 | 337       |
| 1939 | 303       |
| 1946 | 588       |

| Jahr | Einwohner |
| ---- | --------- |
| 1950 | 549       |
| 1964 | 579       |
| 1971 | 481       |

| Jahr | Einwohner |
| ---- | --------- |
| 1981 | 335       |
| 1989 | 277       |
| 1996 | 276       |

Gebietsstand des jeweiligen Jahres